# Liste der russischen Herrscher

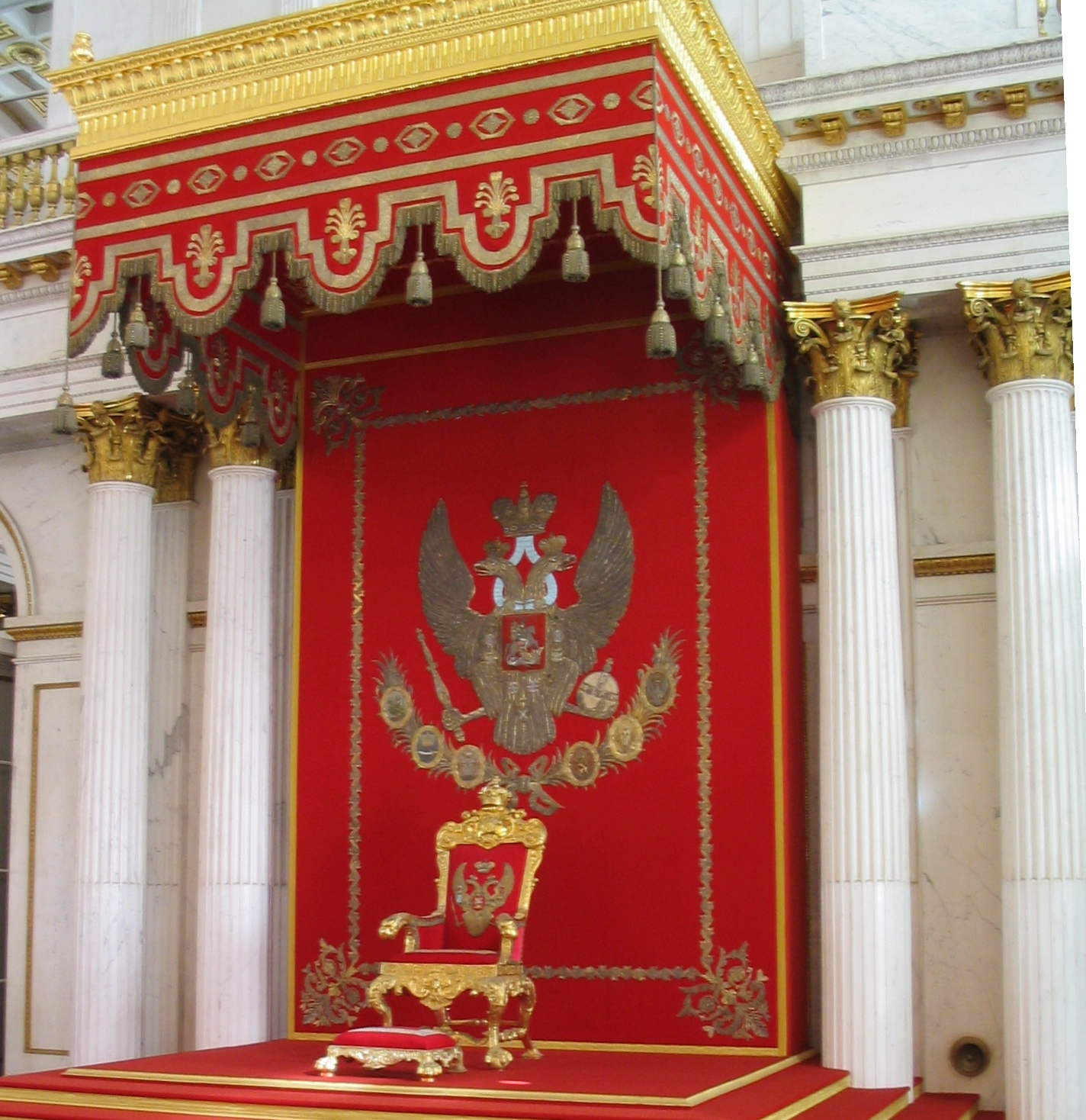
Russischer Zarenthron vor dem Familienwappen der Romanows – ausgestellt in der Eremitage in Sankt Petersburg

Die Liste der russischen Herrscher umfasst alle Herrscher des Russischen Reiches und dessen Vorgängerstaaten von 862 bis zum Jahr 1917, als die Monarchie durch die Februarrevolution beendet wurde. Ab 1547 lautete die Herrscherbezeichnung Zar, welcher auch den Titel Bewahrer des byzantinischen Throns trug. 1721 nahm Peter der Große den Titel Kaiser an, der Begriff Zar blieb aber vor allem im Westen weiterhin in Gebrauch.

## Hauptstadt Nowgorod
Weliki Nowgorod ist eine der ältesten Städte des heutigen Russlands (859 gegründet) und wurde von dem warägischen Fürst Rjurik, dem Gründer des ersten ostslawischen Reichs, von 862 bis 879 regiert. Nowgorod war bereits im mittelalterlichen Reich der Kiewer Rus ein großes Zentrum mit mehr als zehntausend Einwohnern. Die soziale Struktur bestand aus drei Schichten: reiche Kaufleute und Bankiers (gleichzeitig Grundbesitzer) standen an der Spitze, gewöhnliche Kaufleute waren Vertreter der mittleren Schicht; Handwerker und Tagelöhner gehörten der unteren Bevölkerungsschicht an. Nowgorod war im Hochmittelalter neben Konstantinopel eine Stadt in Europa, in der nicht nur der Adel und der Klerus, sondern auch Leute der mittleren Schicht lesen und schreiben konnten zur Zeit des Handels der Gotländer und der Hanse. Bei archäologischen Ausgrabungen gefundene auf Birkenrinde geschriebene Birkenrindentexte bezeugen auch den Alltag in der mittelalterlichen Stadt. 
| Bild | Name (Lebensdaten)          | Regierungszeit | Titel | Anmerkungen |
| ---- | --------------------------- | -------------- | ----- | --- |
|      | Rjurik (* um 830; † um 879) | 862–878        | Fürst | Der warägische Fürst gilt als Begründer der Dynastie der Rurikiden. Ob es sich bei ihm um eine reale Person oder eine Legende handelt ist umstritten. Er soll von 862 bis zum Jahr 879 der Herrscher über Nowgorod gewesen sein. |

## Dynastie der Rurikiden

### Großfürsten der Kiewer Rus
| Bild | Name (Lebensdaten)                                       | Regierungszeit                     | Titel           | Anmerkungen |
| ---- | -------------------------------------------------------- | ---------------------------------- | --------------- | --- |
|      | Oleg, „der Weise“ († 912 oder 922)                       | 879–912                            | Regent/Fürst    | Gilt als Begründer des Großfürstentums Kiew. Herrschte als Regent für Rjuriks Sohn Igor und zog gegen Konstantinopel im Jahr 907. Wie bei Rjurik ist seine tatsächliche Existenz nicht restlos gesichert. |
|      | Igor I. (* um 878; † um 945)                             | 912–945                            | Fürst           | Sohn Rjuriks. Erster Fürst, dessen Existenz als gesichert gilt. |
|      | Olga, „die Heilige“ (* 890; † 11. Juli 969)              | 945–962                            | Regentin        | Frau Igors. Nach dem Tod ihres Mannes übte sie die Regentschaft über das Reich für ihren minderjährigen Sohn Swjatoslaw aus. Nachdem sie sich 957 hatte taufen lassen, versuchte sie die Christianisierung der Kiewer Rus, scheiterte jedoch. Außerdem führte sie mehrere Feldzüge gegen die Drewljanen. |
|      | Swjatoslaw I., „der Eroberer“ (* um 942; † Frühjahr 972) | 962–972                            | Fürst           | Sohn Igors I. und Olgas. Er zerstörte das Chasarenreich und vergrößerte seinen Machtbereich bis zum Don. Anschließend eroberte er das Ostbulgarische Reich an der Donau, weshalb es zum Krieg mit Byzanz kam. Beim Rückzug aus Preslaw, wohin er seine Residenz verlegt hatte, wurde er von den Petschenegen getötet. |
|      | Jaropolk I. (* zwischen 958 und 960; † 980)              | 972–980                            | Fürst           | Sohn Swjatoslaws I. Nach dem Tod des Vaters wurde das Reich unter den Brüdern aufgeteilt und es kam zum Streit unter den Brüdern. Er nahm die Christianisierung wieder auf. Der Angriffe seines Bruders Oleg konnte er sich erwehren, jedoch verlor er seine Macht schließlich 980 an Bruder Wladimir. |
|      | Wladimir I., „der Große“ (* 960, † 15. Juli 1015)        | 980–1015                           | Fürst/Großfürst | Sohn Swjatoslaws I. Er eroberte Nowgorod und erlangte, nachdem er seinen Halbbruder Jaropolk I. umbringen ließ, die Herrschaft über Kiew. Im Jahr 987 selbst getauft, trieb er die Christianisierung weiter voran. Diesem Umstand verdankt er auch seinen Beinamen der Heilige. Kurz vor seinem Tod kam es zum Zerwürfnis mit seinem Sohn Jaroslaw. Zum Feldzug gegen seinen Sohn kam es aber nicht mehr.                                       |
|      | Swjatopolk I., „der Verfluchte“ (* 978 oder 979; † 1019) | 1015–1019                          | Großfürst       | Sohn Wladimirs I. Nach dem Tod des Vaters setzte sich Swjatopolk in Kiew durch, während sein Halbbruder sich weiterhin in Nowgorod behauptete. 1016 standen sich die Heere der Brüder gegenüber. Swjatopolk unterlag und floh nach Polen. Er kehrte 1018 nochmal kurzzeitig als Herrscher zurück ehe Jaroslaw ihn endgültig besiegte. |
|      | Jaroslaw I., „der Weise“ (* 979 oder 986; † 1054)        | 1019–1054                          | Großfürst       | Sohn Wladimirs I. Er bekam die Stadt Nowgorod zugesprochen, über die er auch nach dem Tod Wladimirs weiterhin herrschte. Es kam zu Streitigkeiten mit seinem Vater und dessen Nachfolger Swjatopolk I. Die Entscheidungsschlacht gewann er und setzte sich 1019 endgültig als Herrscher über Kiew durch. Er erließ die erste russische Gesetzessammlung und führte mehrere Kriege gegen die Polen. Außerdem etablierte er das Senioratsprinzip. |
|      | Isjaslaw I. (* 1024; † 3. Oktober 1078)                  | 1054–1068, 1069–1073 und 1076–1078 | Großfürst       | Sohn Jaroslaws I. |
|      | Wseslaw (* 1029; † 1101)                                 | 1068–1069                          | Großfürst       | Urenkel Wladimirs I. Fürst von Polozk |
|      | Swjatoslaw II. (* 1027; † 27. Dezember 1076)             | 1073–1076                          | Großfürst       | Sohn Jaroslaws I. |
|      | Wsewolod I. (* 1030; † 13. April 1093)                   | 1078–1093                          | Großfürst       | Sohn Jaroslaws I. |
|      | Swjatopolk II. (* 1050; † 1113)                          | 1093–1113                          | Großfürst       | Sohn Isjaslaws I. |
|      | Wladimir II. Monomach (* 1053; † 19. Mai 1125)           | 1113–1125                          | Großfürst       | Sohn Wsewolods I. |
|      | Mstislaw I., „der Große“ (* Juni 1076; † April 1132)     | 1125–1132                          | Großfürst       | Sohn Wladimirs II. |
|      | Jaropolk II. (* 1082; † 1139)                            | 1132–1139                          | Großfürst       | Sohn Wladimirs II. |
|      | Wjatscheslaw I. (* 1083; † 1154)                         | 1139, 1150 und 1151–1154           | Großfürst       | Sohn Wladimirs II. |
|      | Wsewolod II. (* 1104; † 1146)                            | 1139–1146                          | Großfürst       | Enkel Swjatoslaws II. |
|      | Igor II. († 19. September 1147)                          | 1146                               | Großfürst       | Bruder Wsewolods II. |
|      | Isjaslaw II. (* 1096; † 1154)                            | 1146–1149, 1150 und 1151–1154      | Großfürst       | Sohn Mstislaws I. |
|      | Juri Dolgoruki (* 1090; † 15. Mai 1157)                  | 1149–1150, 1150–1151 und 1155–1157 | Großfürst       | Sohn Wladimirs II. |
|      | Isjaslaw III. (* ? † 1162)                               | 1155, 1157–1158 und 1161           | Großfürst       | Enkel Swjatoslaws II. |
|      | Rostislaw (* um 1110; † 1167)                            | 1154–1155, 1159–1161 und 1161–1167 | Großfürst       | Sohn Mstislaws I. |
|      | Mstislaw II. (* ?; † 1170)                               | 1158–1159 und 1167–1169            | Großfürst       | Sohn Isjaslaws II. |

### Großfürsten von Wladimir-Susdal
| Bild | Name (Lebensdaten)                                 | Regierungszeit          | Titel     | Anmerkungen                                                                |
| ---- | -------------------------------------------------- | ----------------------- | --------- | -------------------------------------------------------------------------- |
|      | Andrej Bogoljubski (* 1111; † 1174)                | 1168–1174               | Großfürst | Sohn Juri Dolgorukis                                                       |
|      | Michail Jurjewitsch (* unbekannt; † 20. Juni 1176) | 1174 und 1175–1176      | Großfürst | Sohn Juri Dolgorukis                                                       |
|      | Jaropolk Rostislawitsch (* unbekannt; † nach 1196) | 1174–1175               | Großfürst | Neffe Andrej Bogoljubskis                                                  |
|      | Wsewolod III., das große Nest (* 1154, † 1212)     | 1176–1212               | Großfürst | Sohn Juri Dolgorukis                                                       |
|      | Konstantin (* 1185; † 2. Februar 1218)             | 1216–1218               | Großfürst | Sohn Wsewolods III.                                                        |
|      | Juri II. (* 1188; † 1238)                          | 1212–1216 und 1218–1238 | Großfürst | Sohn Wsewolods III.                                                        |
|      | Jaroslaw II. (* 1190; † 30. September 1246)        | 1238–1246               | Großfürst | Sohn Wsewolods III.                                                        |
|      | Swjatoslaw III. (* 1196; † 1252)                   | 1246–1248               | Großfürst | Sohn Wsewolods III.                                                        |
|      | Andrej II. (* unbekannt; † 1264)                   | 1248–1252               | Großfürst | Sohn Jaroslaws II.                                                         |
|      | Alexander Newski (* um 1220; † 14. November 1263)  | 1252–1263               | Großfürst | Sohn Jaroslaws II.                                                         |
|      | Jaroslaw III. (* 1230; † 1271/72)                  | 1263–1271/72            | Großfürst | Sohn Jaroslaws II.                                                         |
|      | Wassili (* 1241; † 1276)                           | 1271/72–1276            | Großfürst | Sohn Jaroslaws II.                                                         |
|      | Dimitri I. (* um 1250; † 1294)                     | 1276–1281 und 1283–1293 | Großfürst | Sohn Alexander Newskis                                                     |
|      | Andrej III. (* um 1255; † 27. Juli 1304)           | 1281–1283 und 1293–1304 | Großfürst | Sohn Alexander Newskis                                                     |
|      | Michail (* 1271; † 1318)                           | 1304–1318               | Großfürst | Sohn Jaroslaws III. und Fürst von Twer                                     |
|      | Juri III. (* 1281; 21. November 1325)              | 1318–1322               | Großfürst | Sohn Daniil Alexandrowitschs; Enkel Alexander Newskis und Fürst von Moskau |
|      | Dimitri II. (* 1299, † 15. September 1326)         | 1322–1326               | Großfürst | Sohn Michails und Fürst von Twer                                           |
|      | Alexander II. (* 1301; † 29. Oktober 1339)         | 1326–1327               | Großfürst | Sohn Michails und Fürst von Twer                                           |

### Großfürsten von Moskau und Zaren von Russland
| Bild | Name (Lebensdaten)                                                | Regierungszeit      | Titel           | Anmerkungen |
| ---- | ----------------------------------------------------------------- | ------------------- | --------------- | --- |
|      | Daniil Alexandrowitsch Moskowski (* 1261; † 1303)                 | 1272–1303           | Fürst           | Sohn Alexander Newskis |
|      | Juri I. Daniilowitsch (* 1281; † 1325)                            | 1303–1325           | Fürst           | Sohn von Daniil Alexandrowitsch; Enkel Alexander Newskis |
|      | Iwan I., „der Geldsack“ (* 1288; † 1341)                          | 1325–1328 1328–1341 | Fürst Großfürst | Sohn von Daniil Alexandrowitsch; Enkel Alexander Newskis |
|      | Simeon, „der Stolze“ (* 1316; † 1353)                             | 1341–1353           | Großfürst       | Sohn Iwans I. Simeon erhielt bei der Teilung des Reichs durch Iwan I. das Fürstentum Moskau. Moskau blieb die entscheidende Machtzentrale des Reichs. Er konnte ein Aufkeimen der früheren Konflikte mit Twer verhindern, nicht zuletzt durch die Hochzeit mit Maria von Twer. Er starb an der Pestepidemie von 1353. |
|      | Iwan II., „der Schöne“ (* 30. März 1326; † 13. November 1359)     | 1353–1359           | Großfürst       | Sohn Iwans I. Er bestieg unerwartet nach dem Tod seines Bruders und dessen Söhnen den Thron. Er annektierte die Gebiete um Wereja südlich von Moskau. Nach kurzer Herrschaft starb Iwan und sein minderjähriger Sohn Dmitri Donskoi wurde Großfürst.                                                                  |
|      | Dmitri I. Donskoi (* 12. Oktober 1350; † 19. Mai 1389)            | 1359–1389           | Großfürst       | Sohn Iwans II. |
|      | Wassili I. (* 1371; † Februar 1425)                               | 1389–1425           | Großfürst       | Sohn Dimitris I. |
|      | Wassili II., „der Blinde“ (* 10. März 1415; † März 1462)          | 1425–1462           | Großfürst       | Sohn Wassilis I. |
|      | Iwan III., „der Große“ (* 22. Januar 1440; † 27. Oktober 1505)    | 1462–1505           | Großfürst       | Sohn Wassilis II. Gebrauchte als erster Großfürst den Titel Zar von Russland |
|      | Wassili III. (* 1479; † 1533)                                     | 1505–1533           | Großfürst       | Sohn Iwans III. |
|      | Iwan IV., „der Schreckliche“ (* 25. August 1530; † 28. März 1584) | 1533–1584           | Zar             | Sohn Wassilis III. Er war 1547 der erste gekrönte russische Zar |
|      | Fjodor I. (* 31. Mai 1557; † 17. Januar 1598)                     | 1584–1598           | Zar             | Sohn Iwans IV. Letzter Zar aus der Dynastie der Rurikiden. Fjodor war geistig zurückgeblieben und als Herrscher völlig unbedeutend. Für ihn regierte ein Regentschaftsrat, dem auch Boris Godunow angehörte. |

## Zeit der Wirren (verschiedene Dynastien)
| Bild | Name (Lebensdaten)                                                | Regierungszeit | Titel | Anmerkungen |
| ---- | ----------------------------------------------------------------- | -------------- | ----- | --- |
|      | Boris Godunow (* 1552; † 23. April 1605)                          | 1598–1605      | Zar   | Er war der erste Herrscher nach dem Ende der Dynastie der Rurikiden. Durch die Wahl des Semski Sobor gelangte er an die Macht und wurde am 21. Februar zum Zaren ausgerufen. Im Jahr 1601 kam es zu tiefen sozialen und politischen Krisen. Gleichzeitig tauchte der erste falsche Dimitri auf, der den Zarenthron beanspruchte. Boris Godunow verstarb unerwartet am 23. April 1605. |
|      | Fjodor II. Godunow (* 1589; † 20. Juni 1605)                      | 1605           | Zar   | Sohn Boris Godunows. Er folgte seinem Vater kurzfristig auf den Thron nach, ehe er von Anhängern des falschen Dimitris gestürzt und ermordet wurde. |
|      | Dimitri I., „der Falsche“ (* unbekannt; † 27. Mai 1606)           | 1605–1606      | Zar   | Er behauptete, der jüngste Sohn Iwans des Schrecklichen zu sein. Mit Hilfe des Polenkönigs Sigismund III. Wasa erlangte er die Zarenwürde, trat zum Katholizismus über und heiratete die Polin Marina. Durch seine Politik verlor er die Unterstützung des Adels. Bei einer von seinem Nachfolger Wassili heraufbeschworenen Revolte wurde er ermordet.                               |
|      | Wassili IV. Schuiski (* 22. September 1552; † 12. September 1612) | 1606–1610      | Zar   | Wassili Schuiski wurde nach dem Tod des falschen Dimitri zum Zaren gewählt. Unter seiner Herrschaft kam es zu Auseinandersetzungen zwischen den Adelsgeschlechtern. Ein zweiter falscher Dimitri tauchte auf und fand Unterstützung beim Adel. Mit schwedischer Hilfe hielt er sich bis 1610, gelangte dann in polnische Gefangenschaft, in der er 1612 starb.                        |
|      | Władysław IV. Wasa (* 9. Juni 1595; † 20. Mai 1648)               | 1610–1613      | –     | In der herrscherlosen Zeit von 1610 bis 1613 war er designierter Zar. Nachdem die Polen in Moskau einmarschiert waren, sollte Władysław die Zarenwürde übernehmen. Sein Vater Sigismund beanspruchte den Thron für sich; schließlich übernahm keiner von beiden den russischen Thron.                                                                                                 |

## Dynastie der Romanows

### Zaren von Russland
| Bild | Name (Lebensdaten)                                                  | Regierungszeit | Titel    | Anmerkungen |
| ---- | ------------------------------------------------------------------- | -------------- | -------- | --- |
|      | Michael I. (* 22. Juli 1596; † 23. Juli 1645)                       | 1613–1645      | Zar      | Sohn Philarets. Erster Zar aus dem Haus Romanow, der 1613 zum Zaren gewählt und gekrönt wurde. Zu Beginn musste er sich heftiger Angriffe der Polen erwehren, die ihn als Zaren nicht anerkannten. |
|      | Alexei I., „der Sanftmütigste“ (* 29. März 1629; † 8. Februar 1676) | 1645–1676      | Zar      | Sohn Michaels I. Während seiner Regierungszeit herrschte eine starke Unterdrückung der Bauern. Die zusätzliche hohe Steuerlast führte ab 1648 immer wieder zu Aufständen. 1649 wurde die Leibeigenschaft per Gesetz festgelegt. Alexei führte seit 1654 einen Krieg mit Polen, in den auch Schweden 1656 eintrat und gegen Russland kämpfte. Erst der Friede von Andrussowo 1667 beendete die Kriegshandlungen und Smolensk, Kiew und die Ostukraine wurden Teil Russlands. |
|      | Fjodor III. (* 9. Juni 1661; † 7. Mai 1682)                         | 1676–1682      | Zar      | Sohn Alexeis I. Er befand sich fast die ganze Zeit seiner Herrschaft mit dem Osmanischen Reich im Krieg. Fjodor hatte viele Reformen angestoßen, aber die meisten davon brachte er nicht zu Ende. Wichtig war die Abschaffung der Rangplatzordnung beim Militär. |
|      | Sofia Alexejewna (* 27. September 1657; † 14. Juli 1704)            | 1682–1689      | Regentin | Tochter Alexeis I. Nach Fjodors Tod stellte sich die Frage der Thronfolge. Nach blutigen Aufständen der Strelitzen wurde sie zur Regentin für die beiden unmündigen Zaren Iwan V. und Peter I. erklärt. Die erfolglosen Feldzüge gegen die Krimtataren führten zu ihrem Sturz im August 1689. Peter I. ließ sie zur Nonne scheren. |
|      | Iwan V. (* 6. September 1666; † 8. Februar 1696)                    | 1682–1696      | Zar      | Sohn Alexeis I. Er wurde zusammen mit Peter zum Zaren gekrönt. Politisch spielte Iwan auf Grund seiner Gesundheit nie eine Rolle. In den ersten Jahren lag die Regierung bei seiner Schwester Sofia, die zur Regentin eingesetzt worden war. Nach deren Entmachtung herrschte sein Bruder Peter. |
|      | Peter I., „der Große“ (* 9. Juni 1672; † 8. Februar 1725)           | 1682–1721      | Zar      | Sohn Alexeis I. |

### Kaiser von Russland
| Bild | Name (Lebensdaten)                                                          | Regierungszeit | Titel    | Anmerkungen |
| ---- | --------------------------------------------------------------------------- | -------------- | -------- | --- |
|      | Peter I., „der Große“ (* 9. Juni 1672; † 8. Februar 1725)                   | 1721–1725      | Kaiser   | Sohn Alexeis I. 1721 nahm Peter den Kaisertitel an. 1724 macht er seine zweite Frau zur Mitregentin. Er reformierte das russische Reich nach westlichem Vorbild. |
|      | Katharina I. (* 15. April 1684; † 17. Mai 1727)                             | 1725–1727      | Kaiserin | Frau Peters I. Erste Kaiserin Russlands. Peter der Große ernannte sie bereits 1724 zur Mitregentin. Nach dessen Tod verhalf Alexander Danilowitsch Menschikow ihr zum Thron. Sie übergab ihm die Regierungsgeschäfte, starb aber schon 2 Jahre später. |
|      | Peter II. (* 23. Oktober 1715; † 29. Januar 1730)                           | 1727–1730      | Kaiser   | Enkel Peters I., letzter männlicher Romanow auf dem Thron. Der junge Zar wurde stark beeinflusst, zuerst versuchte Menschikow seine Macht auszuweiten, wurde jedoch von Dolgoruki gestürzt. Er verlegte den Hof wieder nach Moskau. 1730 bekam Peter die Pocken und starb. |
|      | Anna (* 7. Februar 1693; † 28. Oktober 1740)                                | 1730–1740      | Kaiserin | Tochter Iwans V. Die Regierungsgeschäfte kümmerten sie wenig, der eigentliche Machthaber während ihrer Regentschaft war Ernst Johann von Biron. Unter ihrer Regentschaft begann die Ausbreitung in Richtung Zentralasien. Russland beteiligte sich am Polnischen Thronfolgekrieg und am Russisch-Österreichischen Türkenkrieg. Ihre Regentschaft wird auch Dunkle Epoche genannt. Zusammen mit der nachfolgenden Regentschaft Birons wird die Zeit auch Bironowschtschina genannt.                                                         |
|      | Iwan VI. (* 23. August 1740; † 16. Juli 1764)                               | 1740–1741      | Kaiser   | Urenkel Iwans V. Kaiserin Anna ernannte den Enkel ihrer Schwester zum Thronfolger. Als Säugling bestieg er unter der Regentschaft Ernst Johann von Biron (28. Oktober 1740 – 20. November 1740) und Anna Leopoldownas (20. November 1740 - 6. December 1741) den Thron Russlands. Elisabeth Petrowna stürzte den jungen Zaren bereits im Jahr darauf. Iwan wurde inhaftiert und 1764 ermordet. |
|      | Ernst Johann von Biron (* 23. November 1690; † 29. Dezember 1772)           | 1740           | Regent   | Seit der Zeit Annas in Kurland mit ihr befreundet. Auf seinen Wunsch ernannte Anna ihn kurz vor ihrem Tod am 28. Oktober 1740 zum Vormund ihres unmündigen, am 23. August 1740 geborenen Nachfolgers Iwan VI., in dessen Namen er die Position eines Reichsregenten einnehmen und damit die volle Macht gewinnen sollte. 28. Oktober bis 20. November 1740 Regent. |
|      | Anna Leopoldowna (* 18. Dezember 1718; † 18. März 1746)                     | 1740–1741      | Regentin | Nach dem Sturz Birons, Regentin, bis zum Sturz Iwans VI. |
|      | Elisabeth (* 29. Dezember 1709; † 5. Januar 1762)                           | 1741–1762      | Kaiserin | Tochter Peters I. und Katharinas I. Letzte Romanow auf dem Thron. Innenpolitisch konnte Elisabeth das Reich stabilisieren. Sie führte eine strenge Religionspolitik, wodurch Juden und Andersgläubige unter Repressalien zu leiden hatten. Im Siebenjährigen Krieg kämpfte Russland auf der Seite Österreichs gegen Preußen. |
|      | Peter III. (* 21. Februar 1728; † 17. Juli 1762)                            | 1762           | Kaiser   | Enkel Peters I. und Katharinas I. Begründer der Linie Romanow-Holstein-Gottorp. Schloss mit Preußen Frieden und wechselte auf dessen Seite im Siebenjährigen Krieg. Er wurde durch ein Komplott, das seine Frau Katharina auf den Thron hob, entmachtet. Parteigänger der Zarin ermordeten ihn im Juli 1762. |
|      | Katharina II., „die Große“ (* 2. Mai 1729; † 17. November 1796)             | 1762–1796      | Kaiserin | Frau Peters III. Sie entmachtete ihren Mann und ließ sich zur Kaiserin ausrufen. Sie förderte die Ansiedlung von Ausländern in Russland. Russlands Machtbereich konnte sie so weit ausbauen, dass nach zwei Kriegen gegen die Türken Russland über einen Zugang zum Schwarzen Meer verfügte. Außerdem wirkte sie an den drei Teilungen Polens entschieden mit und führte 1788 Krieg gegen die Schweden. |
|      | Paul I. (* 1. Oktober 1754; † 23. März 1801)                                | 1796–1801      | Kaiser   | Sohn Peters III. und Katharinas II. Er schloss ein Bündnis mit Frankreich, dem Feind seiner bisherigen Verbündeten. Verschwörer wollten ihn zur Abdankung zwingen. Paul weigerte sich und wurde ermordet. |
|      | Alexander I. (* 23. Dezember 1777; † 1. Dezember 1825)                      | 1801–1825      | Kaiser   | Sohn Pauls I. Kämpfte im Bund gegen Napoleon und vermittelte den Frieden von Tilsit. Beteiligte sich an den Befreiungskriegen, die mit dem Sturz Napoleons endeten. Ebenfalls hatte er Anteil am Wiener Kongress bei der Neuordnung Europas. |
|      | Nikolaus I. (* 6. Juli 1796; † 2. März 1855)                                | 1825–1855      | Kaiser   | Sohn Pauls I. Innenpolitisch setzten ihm die Dekabristen zu. Ebenfalls sah er sich dem Novemberaufstand der Polen gegenüber. Außenpolitisch führte er unter anderem Krieg gegen Persien und die Türkei. Nikolaus wollte 1853 erneut die Türkei erobern und löste damit den Krimkrieg aus, dessen Ende er nicht mehr erlebte. |
|      | Alexander II., „der Befreier“ (* 29. April 1818; † 13. März 1881)           | 1855–1881      | Kaiser   | Sohn Nikolaus’ I. Er stimmte 1856 dem Pariser Frieden zu und beendete damit den Krimkrieg. Die Abschaffung der Leibeigenschaft brachte ihm den Namen Befreier-Zar ein. 1877 erklärte Russland dem Osmanischen Reich aufgrund des bulgarischen Aprilaufstands den Krieg. Er begann viele Reformen, ließ aber Regimegegner überwachen und verfolgen. Er starb durch ein Sprengstoffattentat. |
|      | Alexander III., „der Friedensstifter“ (* 10. März 1845; † 1. November 1894) | 1881–1894      | Kaiser   | Sohn Alexanders II. Nach seiner Machtübernahme hob er viele Liberalisierungen seines ermordeten Vaters wieder auf. Er stärkte die Autokratie in Russland und gründete die Geheimpolizei Ochrana. In seiner Regierungszeit führte Russland keine Kriege, weshalb er den Beinamen „der Friedensstifter“ bekam. |
|      | Nikolaus II. (* 18. Mai 1868; † 17. Juli 1918)                              | 1894–1917      | Kaiser   | Sohn Alexanders III. Letzter gekrönter Kaiser Russlands. Die Niederlage im Krieg gegen Japan löste 1905 – nach der Niederschlagung einer friedlichen Demonstration am Petersburger Blutsonntag – die Russische Revolution 1905 aus. Der Kaiser musste die Bildung einer Duma hinnehmen. 1914–18 kämpfte Russland im Ersten Weltkrieg. Nikolaus dankte 1917 infolge der Februarrevolution ab und wurde samt Familie im Sommer 1918 von den Bolschewiki ermordet. Seit 2000 wird er von der Russisch-Orthodoxen Kirche als Heiliger verehrt. |

## Sonstiges
Nikolai II. hatte 1917 dem Thron zugunsten seines Bruders Michail Alexandrowitsch Romanow entsagt, doch Russlands Provisorische Regierung hatte  sofort auch Michail zum Thronverzicht gedrängt. Großfürst Nikolai Nikolajewitsch Romanow der Jüngere wurde 1922 vom Semski Sobor der Provisorischen Amur-Regierung zum Zaren ausgerufen. Jedoch konnte er das Amt nicht antreten, da er sich zu diesem Zeitpunkt im Exil in Paris befand und die Provisorische Amur-Regierung im Dezember 1922 wieder beseitigt wurde.